# 理查德·莱曼
理查德·莱曼（英語：Richard Leman，1959年7月13日—），英国男子曲棍球运动员。他曾代表英国国家队参加1984年和1988年夏季奥林匹克运动会曲棍球比赛，获得一枚金牌和一枚铜牌。